# Рожен (село)
Вижте пояснителната страница за други значения на Рожен.
Ро̀жен е село в Югозападна България. То се намира в община Сандански, област Благоевград.

## География
Село Рожен се намира в планински район.

## История
Името Рожен за пръв път се споменава през 1365 година в инвентарен опис на манастира „Света Богородица Спилеотиса“ в Мелник, издаден от деспот Йоан Углеша, във връзка с наличието тук на поземлена манастирска собственост.
През XIX век Рожен е малко чисто българско село, числящо се към Мелнишката кааза на Османската империя. В „Етнография на вилаетите Адрианопол, Монастир и Салоника“, издадена в Константинопол в 1878 година и отразяваща статистиката на населението от 1873 година, Рожна (Rojna) е посочено като село с 16 домакинства с 50 жители българи.
В 1891 година Георги Стрезов пише за селото:
| „ | Рожен, чифлик от манастир Рожен; разположен в дъното на един дол. Намира се на С от Мелник на 2 1/2 часа разстояние. Земледелци и дърводелци. Околност планиниста и гориста. Над селото е едноименният манастир „Рожна“, изопачено от „Рождество Богородици“. Вехто здание, над селото. Тоя манастир зависи от светогорския Иверски манастир. На 8 септември всяка година става многолюден панаир. Вярват, че иконата, старо едно изображение, в навечерието на празника сама се раздвижва от мястото си искаещи да излезе. Тогаз похващат я калугерите и я изнасят вън пред църковните врата. Всичките присъствующи минуват под иконата за здраве. В това време трепят се, бият се, кой по-напред да мине. В манастира живеят 20 калугери; четат гръцки. Селото има около 48 къщи, само българе. | “ |

Съгласно статистиката на Васил Кънчов („Македония. Етнография и статистика“) към 1900 година в селото живеят 210 души, всички българи-християни.
В началото на XX век цялото село е под върховенството на Цариградската патриаршия. По данни на секретаря на Българската екзархия Димитър Мишев („La Macédoine et sa Population Chrétienne“) през 1905 година населението на Рожен (Rojen) брои 208 българи патриаршисти гъркомани.
При избухването на Балканската война през 1912 година трима жители на селото са доброволци в Македоно-одринското опълчение.
По време на Организацията (ВМРО) от село Рожен не са изчезвали хора, защото Георги Маджиров пазел своите съселяни. Когато идвали за някой, той ги посрещал и устройвал пиршество, след като напие гостите ги изпращал със следните думи: „Вървете си, вървете си! Аз ще се оправям в Рожен, не бойте се! Ще се свърши работата, Маджира ви го казва!“ В тези смутни времена вземат ли някой, той не се връща повече.

## Население
Численост и дял на етническите групи според преброяването на населението през 2011 г.:
|                     | Численост |
| Общо                | 19        |
| Българи             | 18        |
| Турци               | -         |
| Цигани              | -         |
| Други               | -         |
| Не се самоопределят | -         |
| Неотговорили        | 1         |

## Редовни събития
Всяка година на 8 септември се провежда традиционния събор на селото, посветен на празника Рождество Богородично.

## Личности
Родени в Рожен
- Иван Пукев, български революционер от ВМРО, роженски селски войвода[10]
- Георги Маджиров, български революционер от ВМРО.[11]
- Стефан Маджиров, български революционер от ВМРО.
- Лазар Маджиров, български революционер от ВМРО.[11]
- Цветко Петров Комитов, български революционер и ръководител на ВМРО за село Рожен[12]
- Стоя Попатанасова (р. 1948), северномакедонска филоложка